# Arkusz autorski
Arkusz autorski – jednostka obliczeniowa objętości materiału stosowana w wydawnictwie dla rozliczeń z autorem obejmująca wyłącznie materiał opracowany przez autora, czyli bez ilustracji obcych i bez materiału stworzonego lub nadzorowanego przez redakcję jak: wstęp, komentarze, recenzje, przedmowy, posłowia, dwójka lub czwórka tytułowa książki (i ew. inne strony metrykalne). Najczęściej innego autorstwa są również: indeksy, spis treści oraz szata graficzna publikacji.
Do arkusza autorskiego nie zalicza się powtórzeń oraz znaczących objętościowo cytatów.
Arkusz autorski (tak samo, jak arkusz wydawniczy) wynosi:
- 40 000 znaków[1] typograficznych (ze spacjami) prozy, lub
- 700 linijek poezji[1], lub
- 800 wierszy obliczeniowych (po 50 znaków), lub
- 3000 cm² powierzchni ilustracji[1] (także zapisu nutowego, wzorów matematycznych, chemicznych, diagramów)